# Petra Dallmann
Petra Dallmann (Freiburg im Breisgau (Baden-Württemberg), 21 november 1978) is een Duitse zwemster. Zij vertegenwoordigde haar land op de Olympische Zomerspelen 2004 in Athene, Griekenland en de Olympische Zomerspelen 2008 in Peking, China.

## Zwemcarrière
Bij haar internationale debuut, op de EK kortebaan 2000 in Valencia, Spanje, eindigde Dallmann als zesde op de 100 meter vrije slag en strandde ze in de halve finales van de 50 meter vrije slag. Samen met Daniela Samulski, Sylvia Gerasch en Marietta Uhle veroverde ze de zilveren medaille op de 4x50 meter wisselslag, op de 4x50 meter vrije slag legde ze samen met Britta Steffen, Daniela Samulski en Verena Witte beslag op de bronzen medaille. Tijdens de Wereldkampioenschappen zwemmen 2001 in Fukuoka, Japan sleepte de Duitse samen met Antje Buschschulte, Katrin Meißner en Sandra Völker de wereldtitel in de wacht op de 4x100 meter vrije slag. In Antwerpen, België nam Dallmann deel aan de EK kortebaan 2001, op dit toernooi eindigde ze als vierde op de 100 meter vrije slag en als achtste op de 50 meter vrije slag. Op de 4x50 meter vrije slag legde ze samen met Ann-Christiane Langmaack, Katrin Meißner en Janine Pietsch beslag op de bronzen medaille. Tijdens de Europese kampioenschappen zwemmen 2002 in Berlijn, Duitsland eindigde de Duitse als vierde op de 100 meter vrije slag. Samen met Katrin Meißner, Sandra Völker en Franziska van Almsick veroverde ze de Europese titel op de 4x100 meter vrije slag, op de 4x200 meter vrije slag sleepte ze samen Alessa Ries, Hannah Stockbauer en Franziska Almsick de Europese titel in de wacht. Op de EK kortebaan 2002 in Riesa, Duitsland veroverde de Duitse de bronzen medaille op de 100 meter vrije slag en eindigde ze als vierde op de 200 meter vrije slag. Op de 4x50 meter vrije slag legde ze samen met Antje Buschschulte, Dorothea Brandt en Janine Pietsch beslag op de bronzen medaille. Tijdens de Wereldkampioenschappen zwemmen 2003 in Barcelona, Spanje werd Dallmann uitgeschakeld in de halve finales van de 100 en de 200 meter vrije slag. Samen met Katrin Meißner, Antje Buschschulte en Sandra Völker sleepte ze de zilveren medaille in de wacht op de 4x100 meter vrije slag. In Dublin, Ierland nam de Duitse deel aan de EK kortebaan 2003, op dit toernooi strandde ze in de series van de 100 en de 200 meter vrije slag. Op de 4x50 meter vrije slag veroverde ze samen met Katrin Meißner, Sandra Völker en Britta Steffen de bronzen medaille. Tijdens de Olympische Zomerspelen van 2004 in Athene, Griekenland veroverde Dallmann samen met Franziska van Almsick, Antje Buschschulte en Hannah Stockbauer de bronzen medaille op de 4x200 meter vrije slag. Op de 4x100 meter vrije slag eindigde ze samen met Antje Buschschulte, Daniela Götz en Franziska van Almsick op de vierde plaats. Op de EK kortebaan 2004 in de Oostenrijkse hoofdstad Wenen sleepte de Duitse de bronzen medaille in de wacht op de 200 meter vrije slag en eindigde ze als vierde op de 100 meter vrije slag, op de 50 meter vrije slag werd ze uitgeschakeld in de halve finales. Samen met Dorothea Brandt, Janine Pietsch en Daniela Götz veroverde ze de zilveren medaille op de 4x50 meter vrije slag.

### 2005-2008
Tijdens de Wereldkampioenschappen zwemmen 2005 in Montreal, Canada strandde Dallmann in de halve finales van de 200 meter vrije slag, op de 4x100 meter vrije slag legde ze samen met Antje Buschschulte, Annika Liebs en Daniela Götz beslag op de zilveren medaille. Op de EK kortebaan 2005 in Triëst, Italië veroverde de Duitse de bronzen medaille op de 100 meter vrije slag en eindigde ze als vijfde op de 200 meter vrije slag. Samen met Dorothea Brandt, Daniela Samulski en Daniela Götz de bronzen medaille in de wacht. In Boedapest, Hongarije nam Dallmann deel aan de Europese kampioenschappen zwemmen 2006. Op dit toernooi veroverde ze samen met Daniela Götz, Britta Steffen en Annika Liebs de Europese titel op de 4x100 meter vrije slag, het kwartet verbeterde tevens het wereldrecord. Samen met Steffen, Liebs en Daniela Samulski sleepte ze, in een wereldrecordtijd, de Europese titel op de 4x200 meter vrije slag in de wacht. Tijdens de Wereldkampioenschappen zwemmen 2007 in Melbourne, Australië veroverde ze samen met Meike Freitag, Britta Steffen en Annika Lurz de zilveren medaille op de 4x200 meter vrije slag, op de 4x100 meter vrije slag eindigde ze samen met Annika Lurz, Daniela Samulski en Britta Steffen op de vierde plaats. Op de EK kortebaan 2007 in Debrecen, Hongarije eindigde Dallmann als achtste op de 100 meter vrije slag, op de 50 en de 200 meter vrije slag strandde ze in de series. Samen met Britta Steffen, Dorothea Brandt en Meike Freitag sleepte ze de zilveren medaille in de wacht op de 4x50 meter vrije slag. Tijdens de Olympische Zomerspelen van 2008 in Peking, China werd de Duitse uitgeschakeld in de halve finales van de 100 meter vrije slag en in de series van de 50 en de 200 meter vrije slag. Op de 4x200 meter vrije slag strandde ze samen met Meike Freitag, Daniela Samulski en Annika Lurz in de series. In Rijeka, Kroatië nam Dallmann deel aan de EK kortebaan 2008, op dit toernooi eindigde ze als zesde op de 50 meter vrije slag. Op de 4x50 meter wisselslag veroverde ze samen met Daniela Samulski, Janne Schäfer en Lena Kalla de zilveren medaille, samen met Dorothea Brandt, Lisa Vitting en Daniela Schreiber sleepte ze de bronzen medaille in de wacht op de 4x50 meter vrije slag.